# Złotopole (województwo kujawsko-pomorskie)
Złotopole – wieś w Polsce położona w województwie kujawsko-pomorskim, w powiecie lipnowskim, w gminie Lipno.

## Podział administracyjny
W latach 1975–1998 miejscowość należała administracyjnie do województwa włocławskiego.

## Demografia
Według Narodowego Spisu Powszechnego (III 2011 r.) wieś liczyła 468 mieszkańców. Jest piątą co do wielkości miejscowością gminy Lipno.

## Zabytki
Według rejestru zabytków NID na listę zabytków wpisany jest park dworski z 2. połowy XIX w., nr rej.: 341/A z 19.04.1994.